# Vicente Guerrero (Presidio)
Vicente Guerrero también conocido como Presidio, es una localidad mexicana; localizada en el municipio de Pacula en el estado de Hidalgo.

## Geografía
Se encuentra en la región geográfica de la Sierra Gorda; a la localidad le corresponden las coordenadas geográficas 21° 03’ 07.963” de latitud norte y 99° 18’ 40.793” de longitud oeste, con una altitud de 1331 m s. n. m. Cuenta con un clima semicalido subhúmedo con lluvias en verano, menos húmedo.
En cuanto a fisiografía se encuentra en la provincia del Eje Neovolcánico, dentro de la subprovincia del Llanuras y Sierras de Querétaro e Hidalgo; su terreno es de sierra. En lo que respecta a la hidrología se encuentra posicionado en la región del Pánuco, dentro de la cuenca y subcuenca del río Moctezuma.

## Demografía
En 2020 registró una población de 595 personas, lo que corresponde al 12.53 % de la población municipal. De los cuales 301 son hombres y 294 son mujeres.
| Gráfica de evolución demográfica de Vicente Guerrero entre 1900 y 2020 |
|                                                                        |
| Población registrada por los censos y conteos del INEGI.               |